# 岡真理
岡 真理（おか まり、1960年10月6日 - ）は、日本のアラブ文学者、思想学者。専門は、現代アラブ文学、第三世界フェミニズム思想。特に、パレスチナ問題を人間の普遍的な思想課題として考察する。
京都大学名誉教授、早稲田大学文学学術院文化構想学部教授。

## 略歴
東京都生まれ。埼玉県立浦和第一女子高等学校、東京外国語大学外国語学部アラビア語学科卒業後、1988年同大学院修士課程修了、エジプト・カイロ大学に留学。在モロッコ日本大使館専門調査員、大阪女子大学人文社会学部専任講師等を経て、2001年から京都大学総合人間学部助教授、2007年から同准教授、2009年から京都大学大学院人間・環境学研究科教授、2023年、京都大学名誉教授。2023年4月から現職。

## 人物
- 岡は学生時代はジャーナリスト志望であり、ジャーナリストとしてパレスチナ問題に取り組もうとしていた[5]。
- 京都大学ではアラビア語、現代アラブ文学、比較文明論などを教える。
- 大学時代にガッサーン・カナファーニーの小説「ハイファに戻って」に出会い、カイロ留学時代にパレスチナを訪れて以来、パレスチナ問題に関心を持った。2001年頃より一般向けの講演・学習会などの講師として各地に出講している。また、大学内でもパレスチナや、イスラエルの研究者、アメリカなどからゲストを招き、研究室・大学院生主催の公開講演会・シンポジウムなどをたびたび開催している。学生・市民による朗読集団「国境なき朗読者」を主宰、朗読劇「The Message from Gaza ～ガザ 希望のメッセージ～」の構成、脚本、演出を担当。
- イスラエルに対しては極めて批判的で、2009年のガザ紛争の東京都内での抗議集会に出席し、講演でイスラエルを厳しく批判した[6]。

## 主張
- ジャーナリズムがイラクやパレスチナなどの「戦争の惨禍」を映し出そうとする映像は記号化されステレオタイプ化したものであり、人々の痛みや叫びを伝えることはできない。本当に大事なのは人々がどのようにその生を営んできたのかという生の具体的な細部なのであり、記号に還元されない具体的な生の諸相を描き、人間的想像力と他者に対する共感を喚起するものとして、文学は今こそ切実に求められている[7]。「パレスチナの平和を考える会」などによるイスラエル企業のボイコットに賛同[8]。イラク人質事件で被害に遭った高遠菜穂子らと平和について語るシンポジウムに登壇したり[9]、自身が翻訳をつとめた書籍の発売記念イベントで同社の写真を担当した志葉玲と対談を行っている[10]。
- 日本国内の在日外国人に対する社会的排除に抗議する声明について、個人・団体含め769名の賛同人として名を連ねた[11]。
- 2023年10月7日以降のガザ情勢（2023年パレスチナ・イスラエル戦争）に対して、以下の論考を発表している（書籍は下記を参照）。
  - 「〈インタビュー〉イスラエルはアパルトヘイト国家：南アの過去より格段の抑圧と暴力」（特集：絶望のガザ）『週刊エコノミスト』毎日新聞出版、101巻40号（2023年11月21日-28日号）。
  - 「この人倫の奈落において：ガザのジェノサイド」（特集：ふたつの戦争、ひとつの世界）『世界』岩波書店、977号（2024年1月号）。
  - 「小説 その十月の朝に」（特集：パレスチナから問う：100年の暴力を考える）『現代思想』青土社、52巻2号（2024年2月号）。
  - 「〈著者に聞く〉ガザとは何か：不正への怒り、痛みへの共感」『Voice』PHP研究所、556号（2024年4月号）。
  - 「〈インタビュー〉ガザのジェノサイドにどう言葉を発するか」『民主文学』日本民主主義文学会、704号（=通号754）（2024年5月号）。
  - 「〈インタビュー〉「人間の物語」を伝える責務」（特集：パレスチナ詩アンソロジー：抵抗の声を聴く）『現代詩手帖』思潮社、67巻5号（2024年5月号）。
  - 「〈思想の言葉〉ガザは甦る」『思想』岩波書店、1201号（2024年5月号）。

## 著書
単著
- 『記憶 / 物語』（岩波書店〈思考のフロンティア〉、2000年。）ISBN　978-4-00-026427-3
- 『彼女の「正しい」名前とは何か：第三世界フェミニズム（英語版）の思想』（青土社、2000年。）ISBN　978-4-7917-5841-8 / 新装版、2019年。ISBN　978-4-7917-7210-0
- 『棗椰子の木陰で：第三世界フェミニズムと文学の力』（青土社、2006年。）ISBN　978-4-7917-6281-1 / 新装版、2022年。ISBN　978-4-7917-7469-2
- 『アラブ、祈りとしての文学』（みすず書房、2008年。）ISBN　978-4-622-07423-6 / 新装版、2015年。ISBN　978-4-622-07969-9
- 『ガザの絶望を突き破る力を求めて』あーてぃくる9ブックレット・15（発行：第9条の会・オーバー東京、発売：影書房、2010年。）ISBN　978-4-87714-406-7
- 『ガザに地下鉄が走る日』（みすず書房、2018年。）ISBN　978-4-622-08747-2
- 『ガザとは何か：パレスチナを知るための緊急講義』[12]（大和書房、2023年12月。）ISBN　978-4-479-39420-4

共著
- （奴田原睦明）『エクスプレス アラビア語』（白水社、1989年。）ISBN　978-4-560-00506-4
  - （奴田原睦明）『CDエクスプレス　アラビア語』（白水社、2002年。）ISBN　978-4-560-00571-2
- （本橋哲也編）『格闘する思想』萱野稔人・本田由紀ほか、平凡社新書、2010年。ISBN　978-4-582-85554-8
- （立花隆・橋爪大三郎ほか）『揺らぐ世界：中学生からの大学講義・4』（筑摩書房〈ちくまプリマー新書〉、2015年。）ISBN　978-4-480-68934-4
- （小山哲・藤原辰史）『中学生から知りたいパレスチナのこと』ミシマ社、2024年7月。ISBN　978-4-911226-06-3

編著
- 『Women in Struggle ─目線─ パレスチナ 占領・ジェンダー・人権を考える』（WiSEC…映画『Women in Struggle ─目線─』京都上映会記録集編集委員会・編、2008年）
- （後藤絵美共編）『記憶と記録にみる女性たちと百年』（明石書店〈イスラーム・ジェンダー・スタディーズ・5〉、2023年。）ISBN　978-4-7503-5564-1

訳書
- ライラ・アハメド『イスラームにおける女性とジェンダー：近代論争の歴史的根源』林正雄・本合陽・熊谷滋子ほか共訳（法政大学出版局 〈叢書・ウニベルシタス〉、2000年。）ISBN　978-4-588-00670-8
- エドワード・W・サイード『イスラム報道』（増補版）浅井信雄・佐藤成文共訳（みすず書房、2003年。）ISBN　978-4-622-07032-0
  - エドワード・W・サイード『イスラム報道：ニュースはいかにつくられるか』（増補版・新装版）浅井信雄・佐藤成文共訳（みすず書房、2018年。）ISBN　978-4-622-08777-9
- アーディラ・ラーイディ『シャヒード、100の命：パレスチナで生きて死ぬこと』岸田直子・中野真紀子共訳（発行：「シャヒード、100の命」展実行委員会、発売：インパクト出版会、2003年。）ISBN　978-4-7554-8008-9
- サイード・アブデルワーヘド『ガザ通信』TUP（平和をめざす翻訳者たち）共訳（青土社、2009年。）ISBN　978-4-7917-6475-4
- サラ・ロイ（英語版）『ホロコーストからガザへ：パレスチナの政治経済学』小田切拓・早尾貴紀共編訳（青土社、2009年。）ISBN　978-4-7917-6512-6 / 新装版、2024年2月。ISBN　978-4-7917-7633-7
- （池澤夏樹編）『短篇コレクション①』池澤夏樹=個人編集 世界文学全集3-05（河出書房新社、2010年。）ISBN　978-4-309-70969-7
  - ガッサーン・カナファーニー「ラムレの証言」、ガーダ・アル=サンマーン「猫の首を刎ねる」の2篇を所収。
- ターハル・ベン＝ジェッルーン『火によって』（以文社、2012年。）ISBN　978-4-7531-0305-8
- サラ・ロイ『なぜガザなのか：パレスチナの分断、孤立化、反開発』小田切拓・早尾貴紀共編訳（青土社、2024年8月。）ISBN　978-4-7917-7663-4